# Deutsches Waffen-Journal
O Deutsches Waffen-Journal (DWJ) - "Jornal Alemão de Armas", é um jornal/revista alemão, voltado para esportes de tiro, avaliação de armas, caça, tecnologia de armas e história das armas. Em maio de 1965, a primeira edição do DWJ apareceu no mercado.

## Linha Editorial
O foco está em relatórios técnicos, documentação de armas, apresentações de produtos, comentários críticos, relatórios e classificados.
O DWJ informa sobre tópicos para caçadores, atiradores e colecionadores de armas. A revista também traz uma seção de história, que fala sobre áreas não relacionadas diretamente com armas de fogo, por exemplo, a área do Velho Oeste, e outras armas antigas por antecarga. Além disso, há relatos sobre a época da Primeira e da Segunda Guerras Mundiais.